# Secuencia de pasos
La secuencia de pasos es un elemento del patinaje artístico sobre hielo consistente en una serie de pasos y giros que describen trazas o trayectorias  prescritas sobre la pista de hielo. Las secuencias de pasos pueden seguir una trayectoria en línea recta, circular, o serpentina. En danza sobre hielo, los patinadores pueden realizar las secuencias de pasos  agarrados como en el baile de salón o sin contacto  entre ellos.
Las secuencias de paso son  elementos obligatorios en las competiciones de patinaje individual, patinaje en pareja, y danza sobre hielo. Varían en dificultad entre un nivel 1 o dificultad mínima  y un nivel 4 o dificultad máxima. Las  secuencias de paso deben abarcar la mayor superficie posible de la pista de hielo y  los patinadores deben reflejar el carácter de la música. La secuencia de pasos recibe una puntuación base, dependiente del nivel de dificultad, a la que se suma el grado de ejecución o GOE, que refleja la destreza del patinador y su técnica.

## Elementos en las secuencias de pasos
Las secuencias de pasos  presentan giros y pasos diferentes, con rotación en ambas direcciones, uso de la parte superior del cuerpo, y cambios de dirección. Las secuencias de pasos pueden incluir saltos siempre que no consten de más de media revolución. A mayor variedad y complejidad de la secuencia, mayor es el nivel de dificultad.

### Giro de tres

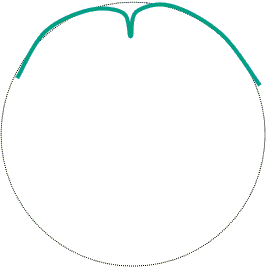
Trazado sobre el hielo de un giro de tres

Los giros de tres consisten en un cambio de dirección —desde delante hacia atrás o viceversa— y un cambio de filo del patín sin cambiar de pie. En total, hay ocho giros de tres, según se inicien patinando hacia delante o hacia atrás; desde un filo interno o externo; o sobre la pierna derecha o izquierda. El patinador describe una trayectoria circular, con un ápice en el punto donde ocurre el giro. La traza sobre el hielo se asemeja a un '3', de donde proviene el nombre del giro. Se considera uno de los giros más fáciles, pues el patinador gira en la misma dirección que la trayectoria circular, lo que facilita el control de la fuerza rotacional durante su ejecución; el tres se utiliza a menudo fuera de las secuencias de paso para cambiar dirección o en la fase de preparación de saltos.

### Bracket

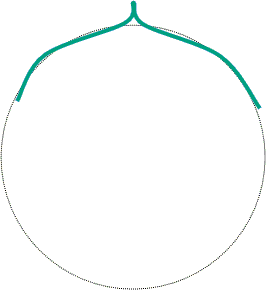
Trazado de un giro bracket

Al igual que los giros de tres, los brackets son cambios de dirección acompañados de un cambio de filo sobre una trayectoria circular, pero en el caso del bracket, el giro se realiza en la dirección opuesta a la trayectoria: por ejemplo, si el patinador describe una curva hacia la derecha —en la dirección de las agujas del reloj- efectuará el bracket girando el cuerpo hacia la izquierda. El ápice en la traza le da a esta un aspecto de llave o '{' —bracket en inglés—. Debido a la rotación contraria al momento angular, el bracket tiene mayor dificultad que el giro de tres y es difícil de realizar a velocidades altas, por lo que no es muy común fuera de las secuencias de pasos. Se atribuye la invención de este giro al patinador británico del siglo XIX Thomas Maxwell Witham, que lo realizó inicialmente sobre patines de ruedas y lo trasladó posteriormente al patinaje sobre hielo.

### Rocker

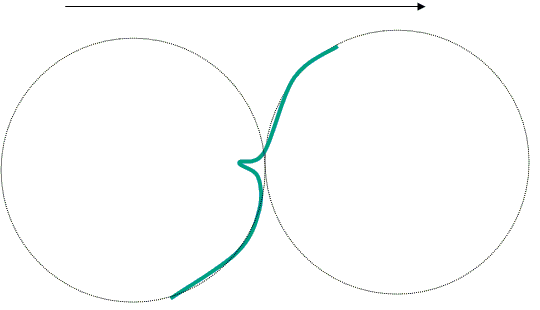
Trazado de un rocker

El rocker se inicia como un tres, con un giro en la dirección de la curva descrita sobre el hielo, pero al acabar el giro el patinador aplica una fuerte contrarrotación, como en un bracket, y cambia la trayectoria a un segundo círculo distinto del inicial, sin cambio de filo.

### Counter

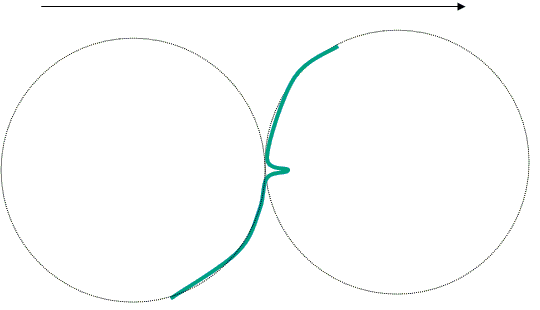
Trazado de un contrarocker

El contrarocker o counter se asemeja al rocker en que las trayectorias anterior y posterior al giro siguen círculos diferentes, pero, al contrario que el rocker, el contrarocker se inicia como un bracket y termina como un giro de tres. Se atribuye la invención del giro a Henry Eugene Vandervell, miembro del London Skating Club a mediados del XIX; al principio el giro se conocía como rocker, pero cuando se inventó este último giro, cambió la nomenclatura.

### Mohawk
El mohawk se realiza sobre un círculo, transfiriendo el peso de un pie al otro durante el giro y sin cambiar de filo. El mohawk sobre los filos interno es uno de los giros más sencillos y es frecuentemente utilizado para girar de delante hacia atrás. También se puede ejecutar sobre los filos externos. Existen dos variedades de mohawk, abiertos y cerrados. En un mohawk abierto, el pie libre se sitúa junto al empeine o parte interna del pie de apoyo. En el mohawk cerrado, el pie libre se coloca detrás del pie de apoyo, junto al talón.
El giro recibe su nombre de la nación nativa norteamericana mohawk, por la semejanza entre un paso de sus danzas y el giro del patinaje.

### Choctaw
El choctaw se asemeja al mohawk en que ambos giros implican un cambio de pie, pero en el choctaw se produce un cambio del filo interno al externo o viceversa; es decir, el patinador se desliza sobre un círculo distinto al concluir un choctaw. Como los mohawks, los choctaws reciben su nombre de una nación amerindia, y pueden ser abiertos o cerrados.
Los choctaws son un elemento destacado en algunas secuencias de danzas obligatorias, como por ejemplo, el Kilian y el Blues.

### Twizzle
El twizzle es un giro multirotacional realizado sobre un pie. Se clasifican según el filo y la dirección. Aunque los twizzles pueden formar parte de las secuencias de pasos en patinaje individual y parejas, son habituales sobre todo en danza sobre hielo, donde son un elemento obligatorio en la danza corta y la danza libre. También son obligatorios en patinaje sincronizado.
Los twizzles se diferencian de las piruetas en que estas se centran sobre un eje estacionario, mientras que aquellos se desplazan siguiendo una línea.

## Formas de las secuencias de pasos
Las secuencias de pasos pueden describir una línea recta, un círculo o una trayectoria en serpentina.
- Las secuencias de pasos en línea recta discurren entre cualquier punto de un extremo de la pista y el extremo opuesto.[11] En danza sobre hielo se consideran elementos diferentes las secuencias diagonales, entre las esquinas de la pista, y las secuencias sobre el eje central.
- Las secuencias de pasos circulares tienen forma de círculo o de óvalo y ocupan todo el ancho de la superficie de hielo.
- Las secuencias de paso en serpentina tiene forma de ´S´ y trascurren entre los extremos de la pista. Los patinadores deben describir al menos dos curvas.